# Kanton La Beauce
 La Beauce    is een kanton van het Franse departement Loir-et-Cher. Het kanton maakt deel uit van het arrondissement Blois.

In 2020 telde het 24.386 inwoners.

Het kanton werd gevormd ingevolge het decreet van 21 februari 2014 met uitwerking op 22 maart 2015, met  Beauce la Romaine als hoofdplaats.

## Gemeenten
Het kanton omvatte 43 gemeenten bij zijn oprichting.
Op 1 januari 2016 werden de gemeenten La Colombe, Membrolles, Ouzouer-le-Marché, Prénouvellon, Semerville, Tripleville en Verdes samengevoegd tot de fusiegemeente (commune nouvelle) Beauce la Romaine.

 Op 1 januari 2017 werden de gemeenten Oucques, Baigneaux, Beauvilliers en Sainte-Gemmes samengevoegd tot de fusiegemeente (commune nouvelle) Oucques La Nouvelle.
Sindsdien omvat het kanton volgende 34 gemeenten:
- Autainville
- Avaray
- Beauce la Romaine
- Binas
- Boisseau
- Briou
- La Chapelle-Saint-Martin-en-Plaine
- Conan
- Concriers
- Courbouzon
- Cour-sur-Loire
- Épiais
- Josnes
- Lestiou
- Lorges
- La Madeleine-Villefrouin
- Marchenoir
- Maves
- Mer
- Muides-sur-Loire
- Mulsans
- Oucques La Nouvelle
- Le Plessis-l'Échelle
- Rhodon
- Roches
- Saint-Laurent-des-Bois
- Saint-Léonard-en-Beauce
- Séris
- Suèvres
- Talcy
- Vievy-le-Rayé
- Villeneuve-Frouville
- Villermain
- Villexanton